# Red Bull Stratos
Red Bull Stratos uspješno je proveden projekt pokušaja obaranja svjetskog rekorda u skoku s najveće visine i najbržem slobodnom padu pod sponzorstvom tvrtke za proizvodnju energetskih napitaka Red Bull iz Austrije. 
Cilj skoka bio je oboriti 4 svjetska rekorda i izveo ga je austrijski BASE skakač i ekstremni športaš Felix Baumgartner.
Skok iz stratosfere izveden je 14. listopada s visine od 39.040 m iz specijalne kapsule koju je nosio helijem napunjen balon. Time je nadmašen dugogodišnji rekord amerikanca Josepha Kittingera, koji je uspješno skočio s visine od 31.000 m.

## Povijest
U siječnju 2010., prvi put je objavljeno da će Felix Baumgartner uz pomoć tima znanstvenika i sponzorstvo Red Bull-a pokušati postaviti svjetski rekord u skoku padobranom iz stratosfere.

## Obaranje svjetskih rekorda
U okviru projekta "Red Bull Stratos" Felix je oborio tri svjetska rekorda:
- najbrži slobodni pad brzinom od 1342 km/h ili 1,24 macha
- najviši let balonom s ljudskom posadom (39.045 m)
- skok s najveće visine (39.045 m)

## Medijska pozornost
- skok je diljem svijeta uživo na youtube-u pratilo preko 8 milijuna gledatelja.

## Vanjske poveznice
- Službena stranica
- Red Bull Stratos Project